# Ямагата
Ямагата е град в Япония. Населението му е 250 998 жители (по приблизителна оценка от октомври 2018 г.), а площта му е 381,30 km². Намира се в часова зона UTC+9. Основан е на 1 април 1889 г.
През града минава реката Могами.